# Konföderation von Sandomir
Die Konföderation von Sandomir war eine Konföderation polnischer Adliger, die am 20. Mai 1704 in Sandomierz zur Verteidigung von König August II. geschlossen wurde. Gotthold Rhode gibt 1702 als Gründungsjahr an. Die Konföderation wurde als Reaktion auf die Konföderation von Warschau gebildet. Zum Konföderationsmarschall wurde Stanisław Ernest Denhoff (1673–1728) ernannt.
Die Konföderation wurde 1717 durch den Stummen Sejm formell aufgelöst.